# Gerkenberg
Gerkenberg is een gehucht ten zuidwesten van de Belgische stad Bree, dat vanouds tot het grondgebied van Gerdingen behoorde.
Het zeer oude gehucht ontstond ten oosten van de insnijding van de Genattenbeek (of Zuurbeek) in de noordrand van het Kempens Plateau. Van belang is het Klooster van Gerkenberg, dat in 1913 werd gesticht en aanvankelijk bewoond werd door Karmelieten en verbouwd werd tot welzijnscampus met zorginstellingen.
Deelgemeenten: Beek · Bree · Gerdingen · Opitter · Tongerlo

Overige kernen: Gerkenberg · 't Hasselt · Nieuwstad · Vostert

Belgische gemeenten · Arrondissement Maaseik · Limburg · Vlaanderen